# Astor Place Riot

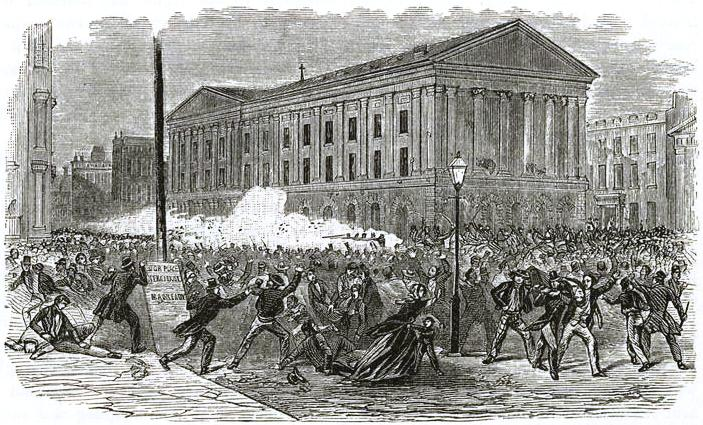
Ilustração de época do Astor Place Riot.

Astor Place Riot (algo como "distúrbio do Astor Place"), foi a designação atribuída a um distúrbio civil ocorrido em 1849 na cidade de Nova Iorque.

## Visão geral
O Astor Place Riot ocorreu em 10 de maio de 1849, no agora demolido Astor Opera House em Manhattan e deixou entre 22 e 31 manifestantes mortos e mais de 120 pessoas feridas. Foi o mais mortal até aquela data de uma série de distúrbios cívicos em Manhattan, que geralmente colocavam imigrantes e nativistas uns contra os outros, ou juntos contra os ricos que controlavam a polícia da cidade e a milícia estadual.
O distúrbio resultou no maior número de vítimas civis devido à ação militar nos Estados Unidos desde a Guerra Revolucionária Americana e levou ao aumento da militarização da polícia (por exemplo, treinamento de controle de motim e cassetetes maiores e mais pesados). Sua gênese ostensiva foi uma disputa entre Edwin Forrest, um dos mais conhecidos atores americanos da época, e William Charles Macready, um ator inglês igualmente notável, que girava em torno de qual deles era melhor do que o outro na atuação nos papéis principais de Shakespeare.